# NGC 2067
NGC 2067 هي مجرة تتبع كوكبة الجبار. اكتشفها فيلهلم تمبل في 1876.

## روابط خارجية
- NGC 2067 على موقع ويكي سكاي: DSS2, SDSS, GALEX, IRAS, Hydrogen α, X-Ray, Astrophoto, Sky Map, Articles and images